# Lapalud
Lapalud es una comuna (municipio) de Francia, en la región de Provenza-Alpes-Costa Azul, departamento de Vaucluse, en el distrito de Aviñón y cantón de Bollène.
Su población en el censo de 2007 era de 3.425 habitantes.
Está integrada en la Communauté de communes Rhône - Lez - Provence.
- Datos: Q1092026
- Multimedia: Lapalud / Q1092026